# بلو گوست میشن ۱
بلو گوست میشِن ۱ (به انگلیسی:Blue Ghost Mission 1) که توسط فایرفلای اروسپیس انجام شده، یک نقطه عطف مهم در اکتشافات قمری است، زیرا به عنوان اولین مأموریت تجاری که موفق به فرود نرم یک فضاپیما بر روی ماه شد، شناخته می‌شود. این مأموریت در ۱۵ ژانویه ۲۰۲۵ راه‌اندازی شد و در ۲ مارس ۲۰۲۵ بر روی سطح ماه فرود آمد و بخشی از برنامه خدمات بارگذاری قمری تجاری ناسا (CLPS) است که هدف آن حمایت از اکتشافات انسانی آینده تحت برنامه آرتمیس است. لندر Blue Ghost ده تحقیق علمی و نمایش فناوری را به منطقه Mare Crisium یک حوضه قمری به عرض ۵۰۰ کیلومتر تحویل داد. 
اهداف این مأموریت شامل تجزیه و تحلیل خواص سنگ‌پوشه قمری، مطالعه ویژگی‌های ژئوفیزیکی و بررسی تعاملات بین باد خورشیدی و میدان مغناطیسی زمین است. این لندر که برای یک مأموریت عملیاتی ۶۰ روزه طراحی شده، یک محموله ۹۴ کیلوگرمی را حمل می‌کند و دارای ابزارهای پیشرفته‌ای مانند دستگاه شناسایی چسبندگی سنگ‌پوشه، یک بازتابنده قمری برای اندازه‌گیری دقیق فاصله و یک رایانه مقاوم در برابر تابش است.
فایرفلای اروسپیس در فوریه ۲۰۲۱ قراردادی به ارزش ۹۳/۳ میلیون دلار از ناسا برای تحویل این محموله‌ها به ماه دریافت کرد. این شرکت به دلیل عملکرد و ظرفیت بارگذاری موشک Falcon 9 Block 5 از SpaceX به عنوان وسیله پرتاب انتخاب شد، زیرا موشک Alpha این شرکت قادر به ارائه چنین ظرفیتی نبود. مراحل توسعه لندر Blue Ghost به طور پیوسته پیشرفت کرد و بررسی آمادگی ادغام در آوریل ۲۰۲۲ تکمیل شد و آزمایش‌های محیطی در آگوست ۲۰۲۴ در آزمایشگاه پیشرانه جت ناسا آغاز شد.
این مأموریت در ۱۵ ژانویه ۲۰۲۵ از مرکز فضایی کندی پرتاب شد و در ۲ مارس ۲۰۲۵ بر روی سطح ماه فرود آمد. این مأموریت طراحی شده است که تا ۱۴ روز زمین، تا غروب ماه ادامه یابد. لندر Blue Ghost مجهز به چهار پای فرود، سیستم‌های ارتباطی، سیستم‌های گرمایشی و انرژی خورشیدی و چندین لایه عایق است. پنل‌های خورشیدی آن که توسط SolAero By Rocket Lab تأمین شده، می‌توانند حداکثر ۴۰۰ وات انرژی تولید کنند.
محموله‌های تحویلی توسط لندر Blue Ghost شامل ابزارهای علمی مختلفی است که هدف آن‌ها افزایش درک ما از ماه است. دستگاه شناسایی چسبندگی سنگ‌پوشه (RAC) به بررسی نحوه تعامل سنگ‌پوشه قمری با مواد مختلف می‌پردازد. بازتابنده‌های قمری نسل بعدی (NGLR) امکان اندازه‌گیری دقیق فاصله بین زمین و ماه را فراهم می‌کنند و به درک ما از درون ماه کمک می‌کنند. تصویربردار پرتو ایکس محیط قمری (LEXI) تصاویری از تعامل بین میدان مغناطیسی زمین و باد خورشیدی ثبت خواهد کرد.
سایر ابزارها شامل سیستم رایانهی مقاوم در برابر تابش (RadPC) است که هدف آن نشان دادن فناوری مقاوم در برابر تابش است و دستگاه صوتی مغناطیسی قمری (LMS) که برای مطالعه لایه‌های داخلی ماه طراحی شده است. ابزار اندازه‌گیری حرارت داخلی ماه (LISTER) به اندازه‌گیری جریان حرارت از درون ماه می‌پردازد. در حالی که دستگاه جمع‌آوری سنگ‌پوشه قمری (LPV) به جمع‌آوری سنگ‌پوشه برای تجزیه و تحلیل کمک می‌کند.
علاوه بر این، دوربین‌های استریو برای مطالعات سطحی پلاسما (SCALPSS 1.1) فرآیند فرود را مستند خواهند کرد و بایگانی AstroVault به عنوان یک بایگانی قمری برای حفظ فرهنگ و دانش بشری عمل خواهد کرد. سپر گرد و غبار الکترودینامیک (EDS) یک میدان الکتریکی برای مدیریت گرد و غبار تولید خواهد کرد و آزمایش گیرنده GNSS قمری (LuGRE) هدف دارد تا قابلیت‌های GPS را به فاصله‌های قمری گسترش دهد.
به طور کلی، مأموریت Blue Ghost Mission 1 نمایانگر یک گام مهم در اکتشافات قمری تجاری است و داده‌ها و فناوری‌های ارزشمندی را برای مأموریت‌های آینده فراهم می‌کند.